# Дханвантари

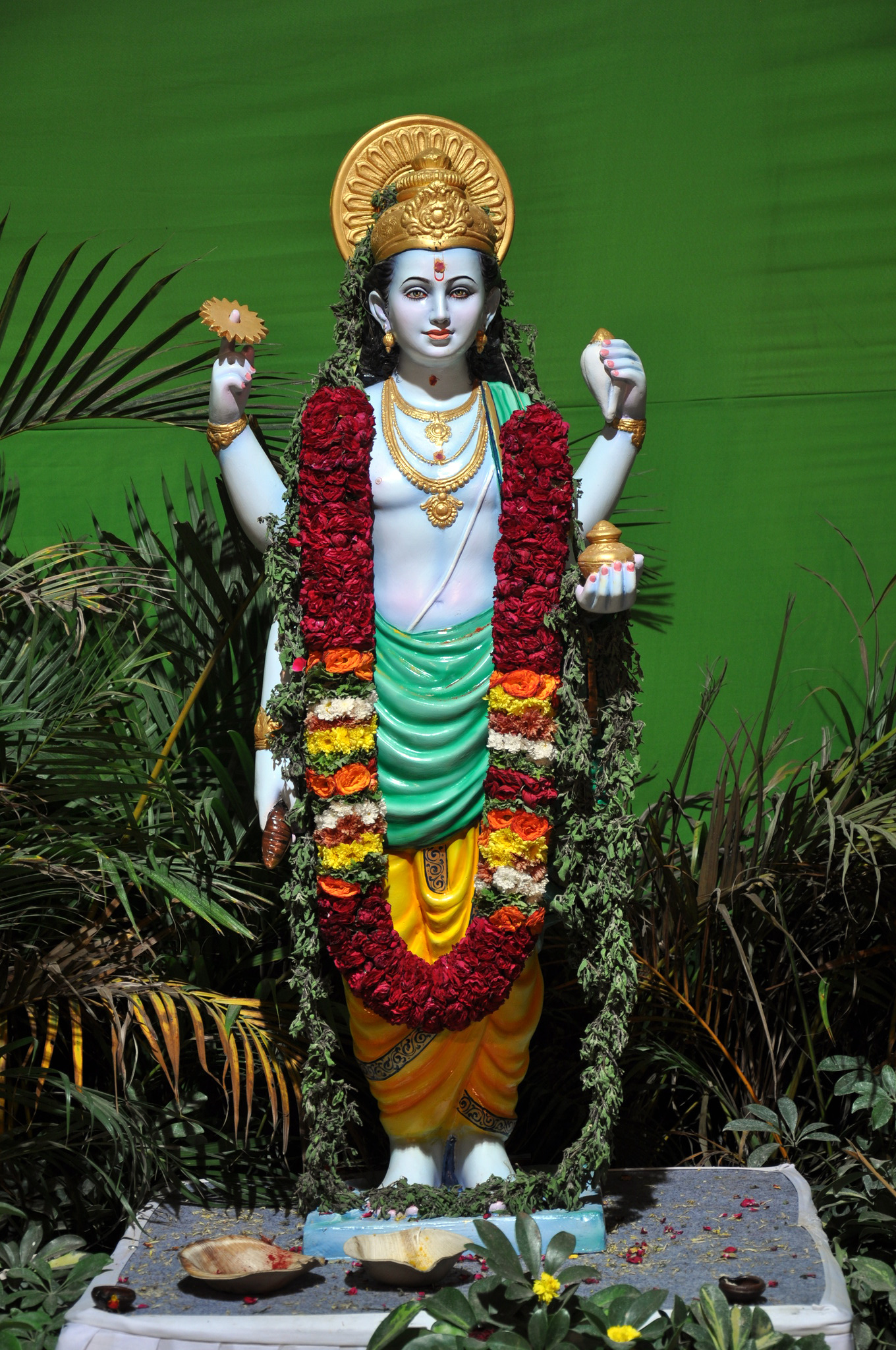
Статуя Дханвантари на Ayurveda Expo в Бангалоре

Дханва́нтари (санскр. धन्वन्तरि, IAST: dhanvantari, англ. Dhanvantari, Dhanvanthari, Dhanwanthari) — бог медицины (аюрведы), одно из частичных земных воплощений Вишну, описанное в древнеиндийских писаниях пуранах. Почитается как врач богов, ему же приписывается древнейший трактат по медицине «Аюрведа». В «Бхагавата-пуране» о Дханвантари говорится: «В двенадцатый раз Всевышний [Вишну] низошёл в мир в образе врачевателя Дханвантари» (книга 1, глава 3, текст 17). В индуизме к нему обращаются с молитвами о здоровье и познании медицинской науки.
«Бхагавата-пурана» описывает Дханвантари:

Сойдя в бренный мир в облике Дханвантари, Всевышний даровал людям науку о целительстве, а богам дозволил причаститься к напитку бессмертия, что был изготовлен ими в жертву Ему. Стяжав тайное знание от Верховного Врачевателя, живые твари научились приумножать годы своего пребывания в зримом мире.
— Книга 2, глава 7, текст 21

## Происхождение имени
Австрийский лингвист Манфред Майрхофер в своём «Кратком этимологическом словаре санскрита» (нем.  Kurzgefasstes Etymologisches Woerterbuch des Altindischen) предполагает, что, возможно, первоначально Дханвантари было именем бога Солнца, переводилось примерно как «Лук — его путь странствия» и происходило от санскритских слов dhanvan- (dhanuh̩) и tarati. В то же время он приводит вариант Андерса Грея, опубликованный в 42-м номере журнала «Journal of the American Oriental Society»: «Чья лодка (-tari) есть [облако]-остров (dhanuh̩)».

## Иконография
Согласно древнеиндийскому труду «Вишнудхармотара» (англ. Vishnudharmottara) Дханвантари имеет облик прекрасного молодого мужчины. Дханвантари изображается в форме Вишну с четырьмя руками, которые держат амриту (эликсир бессмертия), раковину, чакру и священное писание (иногда вместо последнего — пиявку или лечебные травы).
«Бхагавата-пурана» описывает Дханвантари:
Также описание Дханвантари содержит «Бхагавата-пурана». Согласно её тексту, во время пахтанья Молочного океана потомками Кашьяпы перед ними появился хорошего телосложения человек, описываемый как высокий, стройный и юный, а могуществом сравнимый со львом. Он был облачён в жёлтое, украшен очень красивыми цветочными гирляндами и драгоценностями, изящными жемчужными серьгами; его шея была красива и гладка словно морская раковина, кудри были гладко уложены, длинные руки были украшены золотыми браслетами и держали сосуд, до краёв наполненный волшебным нектаром, напитком бессмертия. Его появление как гром поразило богов и демонов, которые поняли, что в облике этого человека явился сам Дханвантари, бог-врачеватель, желающий одарить жаждущих и принять приготовленные для него жертвенные дары.

## Первые упоминания Дханвантари
Самое раннее упоминание Дханвантари прослеживается в Атхарваведе, а именно «Каушика-сутре» (англ. Kausika Sutra). В ней описан ритуал поклонения, который должен выполняться каждым домовладельцем. Дханвантари упомянут как одно из божеств для ежедневного поклонения. Вечером и утром нужно предлагать жертвоприношение богам, включая Индру, Брахму, Дханвантари и других.
В Махабхарате имя Дханвантари перечисляется среди других 108 имён бога солнца Сурьи (Книга 3: Лесная (Араньякапарва)). В той же Махабхарате имя Дханвантари упоминается среди 1008 имён бога Шивы:

Тот, кто есть Дханвантари, и Тот, чьим флагом является дым, кто также есть Сканда, Кубера, Брахма, Индра, Вишну, Митра, и Создатель Вселенной. Тот, кто в форме Полярной звезды, Опора мира.
— Махабхарата. Книга 13. Анушасанапарва
По всей видимости, в первых упоминаниях Дханвантари не отождествляется с каким-либо главным божеством пантеона. Учитывая индийский синкретизм, его имя могло приписываться различным божествам. Закрепление имени Дханвантари за Вишну, по всей видимости, произошло позднее, в период становления вайшнавизма. В частности, Вишну-пурана уже описывает Дханвантари как молодого человека, появившегося из Молочного океана с амритой в руках.

## Деводаса как воплощение Дханвантари

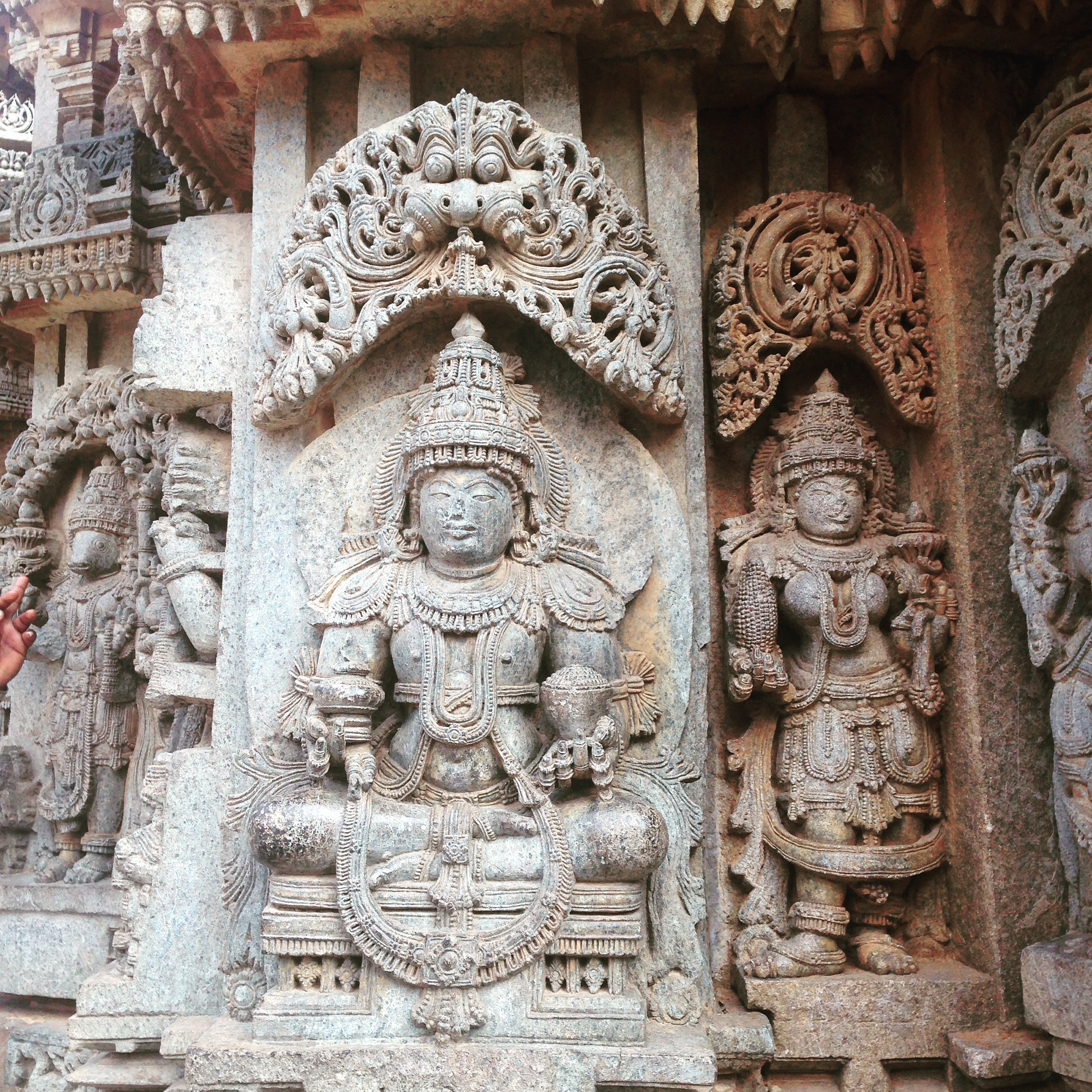
Древнейшее изображение Дханвантари в храмовом комплексе в Соманатапуре (XIII век)

Земным воплощением Дханвантари считается раджа Деводаса, родившийся в царской семье в городе Бенарес (Варанаси). Он также известен как Кашираджа (англ. Kashiraja) и Деводаса Дханвантари (англ. Devodasa Dhanvantari). Бог Индра открыл Деводасе одну из главных медицинских наук — хирургию (гиалья), которая стала развиваться как школа Деводаса. Развитие школы было систематизировано Сушрутой в известном собрании медицинских текстов «Сушрута-самхита», датируемом II—III веками н. э.
В трактате «Сушрута самхита» описывается обретение Девадасой (Дханвантари) учеников, с чего началось становление врачебной науки. Так, однажды к обители раджи пришли Вайтарана, Сушрута, Каравирья и другие мудрецы, которые рассказали о печали в их сердцах из-за страданий людей от физических и умственных болезней. Они попросили Деводасу научить их аюрведе, которую последний знал в совершенстве, и объявили о готовности стать его преданными учениками. Согласившись на их обучение, Деводаса признал себя Дханвантари, который, по его словам, избавил живых существ от старости, болезней и смерти. Теперь же он вновь появился на Земле, чтобы открыть своим ученикам помимо остальных ветвей аюрведы Шалья-чикитсу
Деводаса передал знание о медицине своим ученикам, разделив его на восемь частей (англ. astangas), каждое представляет отдельную медицинскую специальность. Созданная им медицинская система популяризировалась, преподавалась и передавалась поколениями его учеников. «Дханвантари-самхита» (англ. Dhanvantari Samhita) — самый первый, изначальный источник «Аюрведы».

## «Сушрута-самхита»
Лучшим среди последователей Деводаса считался Сушрута (англ. Sushruta), позднее получивший признание как отец индийской хирургии. Сушрута основал в Варанаси медицинскую школу и развивал раннюю хирургию. Он практиковал ринопластику (пластическую хирургию) и литотомию (удаление камней из внутренних органов). Хирургические операции сделали Сушруту широко известным в Древней Индии. Сушруте приписывается медицинский трактат, известный как «Сушрута-самхита» (англ. Sushruta Samhita). Изначально его содержание передавалось устно, от учителя к ученикам. С течением времени учение Сушруты стали записывать под именем первого составителя трактата. Отрывки из труда и упоминания о нём можно встретить в работах более поздних комментаторов. На рубеже I—II веков н. э. возникла версия «Сушрута-самхиты», которая доступна современному читателю. Объёмный перечень лекарственных веществ в девяти разделах, известный как «Дханвантари Нигханту» (англ. Dhanvantari Nighantu), хотя и приписывается Дханвантари, скорее всего, является работой более поздних учёных.

## Мантры Дханвантари
| Мантра                    | Текст | Перевод | Образец     |
| ------------------------- | --- | --- | ----------- |
| Поклонение Дханвантари    | OM Sri Dhanvantre Namaha | Приветствую Господа Дханвантари | Аудиозапись |
| Молитва о здоровье        | OM Namo Bhagavate Vasudevaya Dhanvantraye Amritakalasha Hastaya Sarvamaya Vinashanaya Trailokyanathaya Shri Mahavishnave Namaha | Я приветствую Господа времени (Васудеву), Господа медицины (Дханвантари), который держит нектар бессмертия, который разрушает все болезни, и кто является Господом трёх миров и защитником вселенной. | Аудиозапись |
| Дханвантари Гаятри Мантра | OM Vasudevaya vidmahe Vaidyarajaya dheemahi Tanno dhanvantari prachodayat                                                       | Всевышний, держащий нектар бессмертия в руках, я медитирую на Тебя, чтобы Ты рассеивал тьму невежества и светил мудростью в моём сердце.                                                              | Аудиозапись |

## Известные храмы Дханвантари в Индии
В Южной Индии располагается несколько храмов, посвящённых Дханвантари. Больше всего их можно встретить в Керале и Тамилнаде, где процветает аюрведа. Крупнейшим среди храмов Дханвантари является храм в деревне Тоттува (англ. Thottuva), в Керале (10°10′43″ с. ш. 76°29′27″ в. д.). Мурти Дханвантари стоит лицом на запад и достигает почти шести футов высоты.
Во внутреннем дворе храмового комплекса Шри Ранганатха Свами (в Шрирангаме) также находится место поклонения Дханвантари, где проводятся ежедневные службы. На том же месте расположен камень с письменами, который, как полагают, был установлен в XII веке. Согласно надписям на камне, его установил некто Гаруда Вахана Бхаттар (англ. Garuda Vahana Bhattar), великий аюрведический врач. Оно считается древнейшим местом поклонения Дханвантари в Индии. К другим популярным местам паломничества относятся:
| Храм                               | Местоположение                                    | Ссылка         |
| ---------------------------------- | ------------------------------------------------- | -------------- |
| Храм Неллувай Шри Дханвантари      | Вадакканчери, Триссур, Керала                     | Веб-сайт храма |
| Храм Тевалаккаду Шри Дханвантари   | Куласекхарамангалам Пост, Вайком, Коттаям, Керала | Веб-сайт храма |
| Храм Маруторваттом Шри Дханвантари | Маруторваттом, Чертала, Керала                    | Веб-сайт храма |
| Храм Прайикара Шри Дханвантари     | Прайикара, Мавеликара, Аллеппи, Керала            | Веб-сайт храма |
| Храм Тоттува Дханвантари           | Тоттува, Куваппади, Перумбавур, Эрнакулам, Керала | Веб-сайт храма |
| Шри Данвантри Арогья Пидам         | Валаджапет, округ Веллуру, Тамилнад               | Веб-сайт храма |
| Храм Аанаккал Дханвантари          | Таниятукунну, Триссур, Тамилнад                   | Веб-сайт храма |

## Дханвантари в фольклоре Северной Индии
Одна из традиций относит происхождение северо-индийской касты чамаров, куда входят кожевники, кузнецы, подёнщики, к Дханвантари. Народный фольклор именует членов касты потомками Ноны или Лоны Чамарин (англ. Nona or Lona Chamarin), обладавшей божественными качествами. Легенда гласит, что Дханвантари укусил царь змей Такшак. Предчувствуя приближение кончины, Дханвантари велел сыновьям приготовить после смерти и съесть его тело, чтобы они унаследовали его медицинские способности. Они выполнили повеление отца, однако Такшак явился им в форме Брахмана и предостерёг их от греха. Останки Дханвантари согласно традиции были спущены в сосуде по реке Ганг. Чамарин, мывшаяся в реке вниз по течению, не зная о происхождении содержимого в сосуде, попробовала его. После этого к ней перешли способности излечивать болезни, в частности лечить от отравления ядом змеи.

## День Дханвантари
Ежегодно в Индии празднуется день Дханвантари, который считается днём древнеиндийской медицины (аюрведы). Праздник отмечается в день дхантерас, за два дня до фестиваля огней дивали. По решению правительства Индии национальный день аюрведы проводится с 2016 года. Кроме того, ежегодно правительство Индии вручает премию Дханвантари (англ. National Dhanvantari Ayurveda Award) учёному, внёсшему значительный вклад в медицину.

## Комментарии
1. ↑  Ударение дано по: Гринцер П. Дханвантари // Мифы народов мира / Ред. С. А. Токарев. — М.: Советская энциклопедия, 1991. — Т. II. — С. 415..